# 몰락 (소설)
《몰락》 또는 《심륜》(沈淪)은 위다푸가 지은 고백체(告白體)의 중편소설이다. 1921년 상하이 태동서국(泰東書局)에서 출판되었다. 신문학 최초로 성에 대한 적나라한 묘사로 비난을 받았으나 저우쭤런의 변호로 그의 출세작이 되었다. 나고야(名古屋)의 제8고등학교 유학중의 생활에서 취재한 것으로 고독한 한 유학생이 성적 억울(抑鬱)과 일본인의 '지나인(支那人)' 멸시에 대한 비분 때문에 드디어 '조국이여 빨리 부강해 다오'라고 절규하면서 자살할 때까지의 '청년의 우울증'을 묘사하고 있다. 성(性)과 퇴폐를 자기 고뇌의 고백으로 하여 그대로 민족적·사회적 항의가 되어 있는 점에 특징이 있다.

## 같이 보기
- 신문화운동

## 참고 문헌
- 이 문서에는 다음커뮤니케이션(현 카카오)에서 GFDL 또는 CC-SA 라이선스로 배포한 글로벌 세계대백과사전의 "심륜" 항목을 기초로 작성된 글이 포함되어 있습니다.